# Mercer Family Foundation
La Mercer Family Foundation es una fundación privada que otorga subvenciones en los Estados Unidos. En 2013, tenía 37 millones de dólares en activos. La fundación está dirigida por Rebekah Mercer, hija del gestor de fondos de cobertura Robert Mercer.
Bajo el liderazgo de Rebekah, la fundación familiar invirtió alrededor de 70 millones de dólares en causas conservadoras entre 2009 y 2014. La fundación también ha realizado donaciones a grupos que rechazan el consenso científico sobre el cambio climático.

## Actividades
Los principales intereses de la fundación se encuentran en los campos de las políticas públicas, la educación superior y la ciencia.
La fundación ha realizado donaciones a organizaciones e instituciones, incluidas la Fundación Heritage, Illinois Policy Institute, Heartland Institute y SUNY Stony Brook. Mercer proporciona financiación a la Fundación Home Depot, cuya misión es «mejorar los hogares y las vidas de los veteranos militares estadounidenses y sus familias».
La Mercer Family Foundation ha presionado contra los esfuerzos por financiar completamente el Servicio de Impuestos Internos.
La organización ha sido vinculada a la financiación de Donald Trump y a entidades de extrema derecha estadounidenses. Se han hecho acusaciones similares sobre vínculos con miembros del gobierno del Reino Unido.